# Associazione Calcio Cantù 1942-1943
Questa voce raccoglie le informazioni riguardanti l'Associazione Calcio Cantù nelle competizioni ufficiali della stagione 1942-1943.

## Rosa
| N. |                   | Ruolo | Calciatore       |
| -- | ----------------- | ----- | ---------------- |
|    | Italia (bandiera) | A     | Antonio Broffoni |
|    | Italia (bandiera) | A     | Carta            |
|    | Italia (bandiera) | A     | Carlo Corbella   |
|    | Italia (bandiera) | C     | Del Zoppo        |
|    | Italia (bandiera) | A     | Garbelli         |
|    | Italia (bandiera) | D     | Ghezzi           |
|    | Italia (bandiera) | C     | Mascheroni       |

| N. |                   | Ruolo | Calciatore        |
| -- | ----------------- | ----- | ----------------- |
|    | Italia (bandiera) | D     | Gaetano Paganelli |
|    | Italia (bandiera) | A     | Ratti             |
|    | Italia (bandiera) | A     | Rosati            |
|    | Italia (bandiera) | D     | Carlo Rovellini   |
|    | Italia (bandiera) | P     | Franco Torresani  |
|    | Italia (bandiera) | C     | Verga             |
|    | Italia (bandiera) | A     | Villa             |